# Jesenwang
Jesenwang – miejscowość i gmina w Niemczech, w kraju związkowym Bawaria, w rejencji Górna Bawaria, w regionie Monachium, w powiecie Fürstenfeldbruck, wchodzi w skład wspólnoty administracyjnej Mammendorf. Leży około 10 km na zachód od Fürstenfeldbruck.

## Dzielnice
- Jesenwang
- Pfaffenhofen
- Bergkirchen

## Demografia
| Rok  | Liczba mieszk. |
| ---- | -------------- |
| 1970 | 829            |
| 1987 | 1 044          |
| 2000 | 1 357          |
| 2006 | 1 534          |

### Struktura wiekowa
Dane o ludności z 31 grudnia 2008:
| Opis                                | Ogółem | Ogółem | Kobiety | Kobiety | Mężczyźni | Mężczyźni |
| ----------------------------------- | ------ | ------ | ------- | ------- | --------- | --------- |
| Jednostka                           | osób   | %      | osób    | %       | osób      | %         |
| Populacja                           | 1537   | 100    | 809     | 52,64   | 728       | 47,36     |
| Wiek przedprodukcyjny (0–17 lat)    | 310    | 20,17  | 153     | 9,95    | 157       | 10,21     |
| Wiek produkcyjny (18–65 lat)        | 946    | 61,55  | 481     | 31,29   | 465       | 30,25     |
| Wiek poprodukcyjny (powyżej 65 lat) | 281    | 18,28  | 175     | 11,39   | 106       | 6,9       |

## Polityka
Wójtem gminy jest Johann Wieser z Wählergruppe Einigkeit Jesenwang-Pfaffenhofen, rada gminy składa się z 12 osób.
|      | CSU/BG | SPD | WGEJP | Razem |
| 2008 | 5      | 1   | 6     | 12    |
| 2002 | 5      | 1   | 6     | 12    |

## Oświata
W gminie znajduje się przedszkole (50 miejsc) oraz szkoła podstawowa z częścią Hauptschule (13 nauczycieli, 275 uczniów).